# Sascha Mölders
Sascha Mölders (* 20. März 1985 in Essen) ist ein deutscher Fußballspieler und -trainer. 

## Karriere

### Amateurbereich
In seiner Jugend hatte Mölders für den Vogelheimer SV Essen und Atletico Essen gespielt, bevor es ihn zur SG Essen-Schönebeck zog. Als Stürmer wechselte er 2000 zu Schwarz-Weiß Essen. Seine erste Saison im Seniorenbereich verbrachte er 2003/04 beim Essener Bezirksligisten DJK Wacker Bergeborbeck. Als Torschützenkönig kehrte er zum ETB Schwarz-Weiß zurück, für den er zwei Spielzeiten in der Oberliga Nordrhein absolvierte.

### MSV Duisburg
Im Juli 2006 schloss er sich der zweiten Mannschaft des MSV Duisburg an. Dort erzielte er in zwei Monaten zehn Tore und trainierte mit der ersten Mannschaft. Nachdem er in der Saison 2006/07 mit 24 Treffern Torschützenkönig der Oberliga Nordrhein geworden war, stieg er im Sommer 2007 endgültig in den Profikader auf. Sein Bundesligadebüt gab Mölders am 30. September 2007 (8. Spieltag) bei der 1:2-Niederlage im Auswärtsspiel gegen Hannover 96, als er für den Linksverteidiger Pablo Cáceres in der 81. Minute zum Einsatz kam. In seiner Premierensaison wurde er elfmal eingesetzt und blieb ohne Torerfolg; am Saisonende stand der Abstieg seines Vereins.

### Über Essen nach Frankfurt
Ab der Saison 2008/09 spielte Mölders für Rot-Weiss Essen in der Regionalliga West. Er unterschrieb dort einen Vertrag mit einer Laufzeit von zwei Jahren, der vorzeitig bis 2011 ligenunabhängig verlängert wurde. In der Saison 2008/09 wurde er mit 28 Toren Torschützenkönig der Regionalliga West. Im Januar 2010 wechselte Mölders zum abstiegsbedrohten Zweitligisten FSV Frankfurt. Im ersten Spiel für die Bornheimer verletzte er sich und fiel für zwei Spieltage aus. Für die restlichen zwölf Begegnungen war er als Sturmspitze gesetzt und trug mit drei Toren zum Klassenerhalt des FSV bei. Seinen ursprünglich bis 2011 gültigen Vertrag verlängerte er im Sommer 2010 um zwei Jahre. In der Zweitligasaison 2010/11 war er mit 15 Treffern der erfolgreichste Torschütze des FSV.

### FC Augsburg
Zur Saison 2011/12 wechselte Mölders zum Bundesliga-Aufsteiger FC Augsburg, für den er am 6. August 2011 (1. Spieltag) beim 2:2 im Spiel gegen den SC Freiburg sein Debüt gab und seine ersten beiden Bundesligatore erzielte. Am 5. April 2014 erzielte Mölders das Siegtor beim 1:0-Heimsieg gegen den FC Bayern München und beendete somit die Rekordserie des FC Bayern von 53 Bundesligaspielen ohne Niederlage. Während seiner Zeit in Augsburg engagierte sich der Profi als Jugendtrainer und stellvertretender Abteilungsleiter bei lokalen Kreisligavereinen. Zunächst beim Kissinger SC tätig, wechselte er 2014 zum FC Stätzling, bei dem er die U17 trainieren sollte. Sein Engagement endete dort jedoch nach nur sieben Tagen aufgrund veränderter Vereinsstrukturen und der Trennung des dortigen Jugendleiters vom Verein.

### TSV 1860 München
Nachdem Mölders in der Hinrunde der Saison 2015/16 nur auf vier Bundesligaeinsätze gekommen war, wechselte er zur Rückrunde auf Leihbasis in die 2. Bundesliga zum TSV 1860 München. Gleichzeitig trainierte er als noch aktiver Spieler den bayerischen Landesligisten SV Mering. Zur Saison 2016/17 wechselte Mölders fest zum TSV 1860 München. Nach dessen Abstieg in die Regionalliga Bayern endete Mölders Vertragslaufzeit zunächst, Im Juli 2017 wurde er von 1860 jedoch für ein weiteres Jahr verpflichtet. Mölders entwickelte sich in der Saison 2017/18 zu einem Schlüsselspieler der Mannschaft und war mit 19 Ligatoren bester Torschütze der Münchner. Am Ende der Saison errang der Verein die Meisterschaft der Regionalliga Bayern. In den darauffolgenden siegreichen Aufstiegsspielen gegen den 1. FC Saarbrücken hatte Mölders mit insgesamt 3 Toren maßgeblichen Anteil am Aufstieg in die 3. Liga.
Im Oktober 2019 kündigte der Stürmer in einem Interview mit der Augsburger Allgemeinen an, seine aktive Karriere nach Abschluss der Saison 2019/20 beenden zu wollen. Er plane, niederklassig in Bayern als Spielertrainer zu fungieren und sich nebenbei um die Erlangung der DFB-Elite-Jugend- sowie der A-Trainerlizenz kümmern zu wollen. Wenig später revidierte er seine Aussagen teilweise und bestätigte lediglich seinen sicheren Abschied vom TSV 1860 im Frühjahr 2020. Nach je 15 Ligatoren und -vorlagen in 37 Spielen (das Spiel gegen den KFC Uerdingen am 31. Spieltag verpasste er aufgrund einer Gelbsperre) verlängerte der damals stellvertretende Mannschaftskapitän seine Vertragslaufzeit bei 1860 München für die Saison 2020/21. Im Februar 2021 wurde die Laufzeit um ein weiteres Jahr bis Juni 2022 verlängert. In dieser Spielzeit verpasste er mit den Löwen den Aufstieg als Viertplatzierter nur knapp und wurde im Alter von 36 Jahren mit 22 Treffern der älteste Torschützenkönig der 3. Liga seit deren Gründung. Zudem zeichnete der DFB Mölders als Spieler der Saison 2020/2021 aus.
Anfang Dezember 2021 wurde Mannschaftskapitän Mölders nach einem schwachen Saisonstart des Vereins und daraus hervorgehenden internen Auseinandersetzungen um Trainer Michael Köllner bis auf Weiteres vom Mannschaftstraining und Spielbetrieb suspendiert. Am 19. Dezember 2021 wurde sein Vertrag aufgelöst.

### Karriereausklang im Amateurbereich
Im Januar 2022 schloss sich Mölders in der viertklassigen Regionalliga Südwest bis zum Ende der Saison 2021/22 der SG Sonnenhof Großaspach an. Dort fungierte er bis zum Saisonende als spielender Co-Trainer an der Seite des Cheftrainers Hans-Jürgen Boysen. Für Großaspach, das am Saisonende in die Oberliga Baden-Württemberg abstieg, kam Mölders in 13 Pflichtspielen zum Einsatz und erzielte dabei fünf Tore, darunter ein „Dreierpack“ am 25. Spieltag gegen den FK Pirmasens.
Zur Saison 2022/23 wechselte Mölders als Spielertrainer in die fünftklassige Bayernliga Süd zum TSV Landsberg. In dieser Saison erreichte das Team den dritten Platz, zudem schoss Mölders die zweitmeisten Tore der Liga.
Nebenbei trainiert Mölders seit Beginn der Saison 2024/25 die zweite Mannschaft des SV Mering, in der auch sein Stiefsohn Noah Mölders spielt.

## Privatleben und Sonstiges
Sascha Mölders hat zusammen mit seiner Ehefrau Ivonne vier Kinder, zwei Jungen und zwei Mädchen.
Er wurde während seiner Zeit beim TSV 1860 München als Anspielung auf seinen physischen Zustand auch als Wampe von Giesing bezeichnet und betreibt einen Fanshop, der auch Kleidung mit diesem Aufdruck verkaufte.
Im Frühjahr 2021 war er als Experte für den Sportstreamingdienst DAZN tätig.
Im Jahr 2022 nahm er zusammen mit seiner Frau an der RTL Reality-Show Das Sommerhaus der Stars – Kampf der Promipaare teil.
Im September 2024 nahm er beim TV total Turmspringen auf Pro7 teil.

## Erfolge
MSV Duisburg II
- Torschützenkönig der Verbandsliga Niederrhein: 2006/07 (24 Tore)

Rot-Weiss Essen
- Torschützenkönig der Regionalliga West: 2008/09 (28 Tore)

TSV 1860 München
- Meister der Regionalliga Bayern und Aufstieg in die 3. Liga: 2017/18
- Bayerischer Toto-Pokalsieger: 2019/20
- Spieler der Saison der 3. Liga:  2020/21[13]
- Torschützenkönig der 3. Liga: 2020/21 (22 Tore)